# Китайская опера

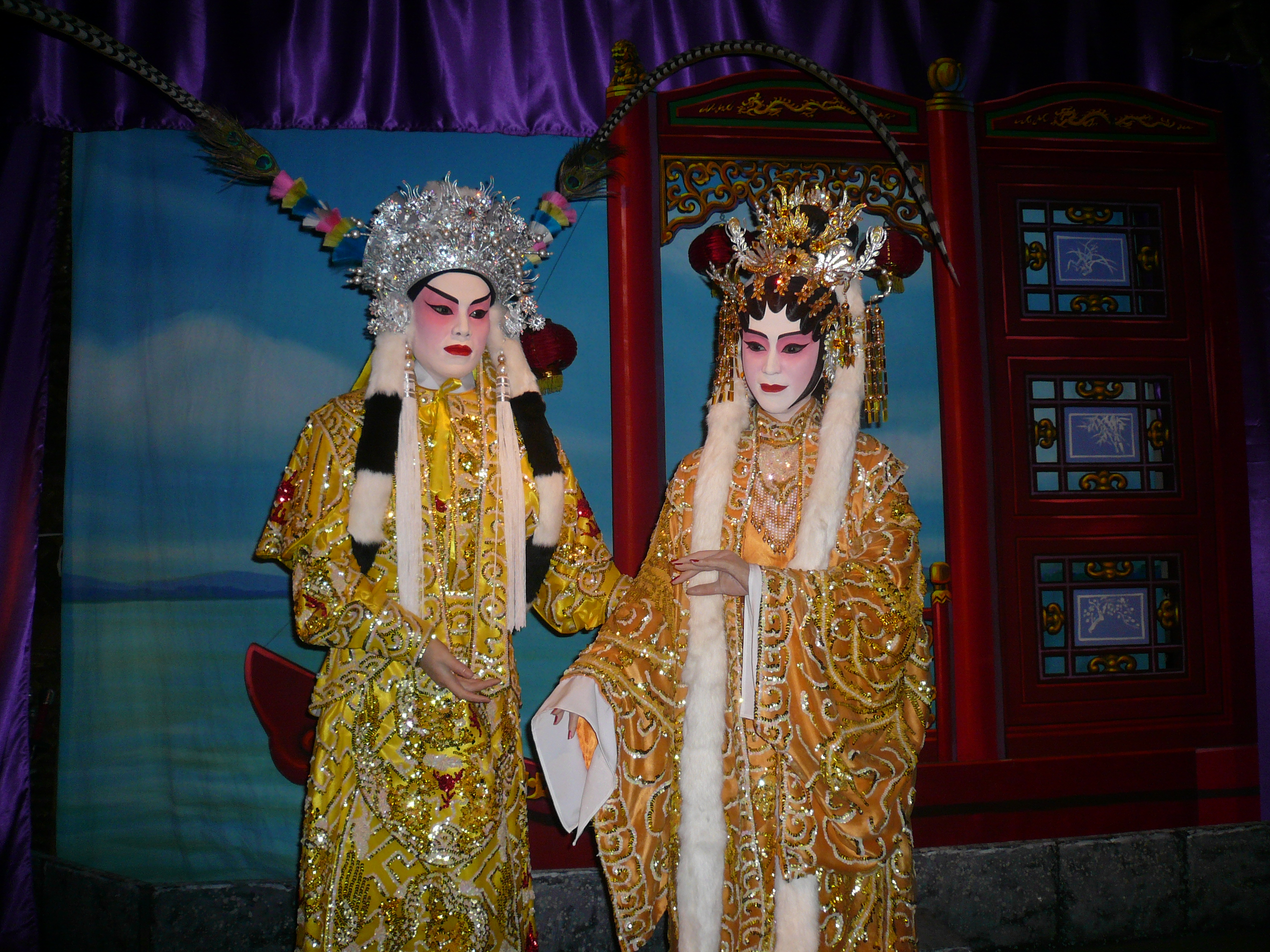
Костюмы китайской оперы.
Исторический музей, Гонконг.

Китайская опера (кит. трад. 中國戲曲, упр. 中国戏曲, пиньинь Zhōngguó xìqǔ, палл. Чжунго сицюй) — вид музыки, соединяющий в себе драму и мюзикл, очень популярный в Китае, где корни оперы восходят к III веку н. э..
Существует более 360 региональных разновидностей китайской оперы, наиболее значимыми из которых называются Пять основных опер Китая (кит. 中国五大剧种):
- пекинская (кит. трад. 京劇, упр. 京剧, пиньинь jīngjù, палл. цзинцзюй),
- хэнаньская (кит. трад. 豫剧, упр. 豫劇, пиньинь yùjù, палл. юйцзюй),
- хуанмэйская[кит.] (кит. трад. 黃梅戲, упр. 黄梅戏, пиньинь huángméixì, палл. хуанмэйси),
- шаосинская[кит.] (кит. трад. 越劇, упр. 越剧, пиньинь yuèjù, палл. юэцзюй),
- пинцзюй[кит.] (кит. трад. 評劇, упр. 评剧, пиньинь píngjù).

## История

### Династический период
Одной из самых ранних форм китайской оперы была опера Цаньцзюнь времён Троецарствия. Признаки организованности опера начала проявлять во времена династии Тан, в правление императора Сюань-цзуна (712—755), открывшего «Грушевый сад» (梨园/梨園; líyuán), первую известную оперную труппу в Китае. Эта труппа находилась под персональным императорским покровительством. И в наши дни профессиональных оперных исполнителей в Китае называют «Ученики Грушевого сада» (梨园弟子 / 梨園弟子, líyuán dìzi).

#### От Сун к Цин
Такие формы как Юаньская драма (雜劇) и Наньси (南戏) процветали во время династии Сун (960—1279). Во время династии Юань (1279—1368) оперные песни стали подчиняться более строгим правилам рифмовки, а также появилась специализация ролей: дань (旦, dàn, женщина), шэн (生, shēng, мужчина), хуа (花, huā, нарисованное лицо) и чоу (丑, chŏu, клоун). Также, актёры династии Сун говорили на вэньяне, а во время династии Юань тексты песен стали всё чаще писаться на народном языке.
Основной оперной формой во времена Мин (1368—1644) и начала правления династии Цин была Куньцюй, возникшая в уезде Куньшань. Позже, развившись в более длинные мелодии, она превратилась в чуанки, ставшие затем составляющей сычуаньской оперы. В настоящее время существует 368 различных форм китайской оперы, самой известной из которых является пекинская опера, сформировавшаяся в середине XIX века и бывшая чрезвычайно популярной в последние годы империи Цин (1644—1911).